# Lamprosema chlorura
Lamprosema chlorura là một loài bướm đêm trong họ Crambidae.